# Ariamnes uwepa
Ariamnes uwepa là một loài nhện trong họ Theridiidae.
Loài này thuộc chi Ariamnes. Ariamnes uwepa được miêu tả năm 2007 bởi Gillespie & Rivera.